# 庶妃完顏氏 (清太祖)
庶妃完顏氏，魯克蘇（魯克素）之女。原為鑲藍旗滿洲人，後為正黃旗包衣佐領下人。清太祖努爾哈赤之庶妃，可能因未有生育而沒有被記錄下來:151-152。

## 生平
目前並不清楚完顏氏是在何時、以何方式被努爾哈赤收為後宮主位。清廷官方所修的《八旗通志初集》提及完顏氏大儒阿什坦的先祖護齊哈、達齊哈兄弟二人在太祖高皇帝龍飛遼左時，率領族內眾人來歸，隸屬鑲藍旗，後「尋以其妹充太祖掖庭，改隸正黃旗包衣佐領」。類似的說法也見於達齊哈之孫和素的墓誌銘，其稱：「曾祖魯克蘇恭遇太祖高皇帝龍興東海，舉所部來歸，隸鑲藍旗。祖達齊哈以女兄充太祖掖庭，復擢隸內府佐領」，但就將庶妃完顏氏稱為達齊哈之姐，而非達齊哈之妹。另外，《八旗滿洲氏族通譜》雖有記載完顏氏家族改隸「鑲黃旗包衣佐領」，但並未提及完顏氏被努爾哈赤收為後宮主位之事，如漢文本只稱達齊哈「情願告入內務府」，而滿文本則稱為「情願地奏請加入包衣牛彔」。

## 備註
1. ↑  完顏氏家族將他們從正身旗人轉變為皇屬包衣旗人的情況稱為「擢隸」，似乎並不認為這是一種身分低賤的象徵，有學者指出不少清初包衣因立下戰功、表現優異而被劃入直轄於皇帝的包衣旗下，與皇帝關係十分親密，或表明清初包衣的身分並不卑微。
2. ↑  完顏氏家族的旗分可能在康熙朝從正黃旗再變動為鑲黃旗，只是相較於第一次是從鑲藍旗改為正黃旗，隸屬不同的旗主（從舒爾哈齊家族的勢力改為太祖直屬）的身分變動，入關後的改旗同樣都在皇帝直領的上三旗範圍內，也並未改變其包衣的性質，所以史料才沒有特別記錄此事。